# El roble de Flagey
El roble de Flagey, también llamado El roble de Vercingétorix, es un paisaje pintado por Gustave Courbet en 1864. La pintura mide 89 × 110 cm y representa un majestuoso roble situado cerca de la granja de la familia Courbet, en el pueblo de Flagey, a pocos kilómetros de Ornans, en el Franco Condado.

## Historia
La pintura de 1864 fue vendida en la década de 1880 por Juliette Courbet, hermana del artista, al banquero Henry C. Gibson. Se ofreció a la Academia de Bellas Artes de Pensilvania en Filadelfia en 1896 a la muerte de este último. Luego, fue puesta a la venta en 1987 en Sotheby's Nueva York y adquirida por un coleccionista japonés, Michimasa Murauchi, por 450 000 USD. En 2012, el Museo Courbet la adquirió por 4,5 millones de euros gracias a 2,7 millones de euros de donaciones privadas y 1,3 millones de euros de fondos públicos.
Del 4 de diciembre de 2015 al 21 de febrero de 2016 , fue cedida al Grand Palais para la exposición Volez, Voguez, Voyagez sobre Louis Vuitton, nativo del Franco Condado como Courbet.
El roble representado ya no existe, alcanzado por un rayo en la década de 1920.

## Descripción
La composición es original ya que el viejo árbol ocupa todo el lienzo, quedando el borde superior de su imponente copa fuera del marco del cuadro. Iluminado desde la derecha y en el centro de la composición, se ve la parte inferior del grueso y rugoso tronco, cuyas dimensiones vienen dadas por el tamaño del perro que persigue a un conejo a la izquierda, estando los dos animales colocados ligeramente detrás de un lado y otro del tronco. La línea del horizonte es baja, revelando un pueblo apenas esbozado a la izquierda. Otros árboles completan la imagen detrás con colinas azules al fondo. Como cuenta Frédérique Thomas-Maurin, conservadora del museo Courbet d'Ornans, se trataría más bien de una escena de caza porque Courbet pintó inicialmente, entre el roble y el primer árbol a la derecha, un cazador que apunta al conejo. El pintor luego borró al cazador.

## Contexto
En 1867, cuando expuso la obra, Courbet añadió un subtítulo : "... llamado Roble de Vercingétorix, campamento de César cerca de Alesia, Franco Condado". Agregó así una dimensión política porque en ese momento la ubicación de la Batalla de Alesia dividía a la opinión pública: Alaise, en el Doubs, o Alise-Sainte-Reine, en Borgoña, como sostenía Napoleón III.